# Une île au soleil
Pour plus de détails, voir Fiche technique et Distribution.
Une île au soleil (Island in the Sun) est un film américano-britannique réalisé par Robert Rossen et sorti en 1957.

## Synopsis
Dans l'île imaginaire de Santa Marta aux Caraïbes alors sous domination britannique, deux rivaux dans la course à la députation, le notable blanc Maxwell Fleury et le jeune noir David Boyeur voient leurs ambitions contrariées par leurs liaisons amoureuses, par la ségrégation raciale et par une affaire de meurtre.

## Fiche technique
- Titre original : Island in the Sun
- Titre français : Une île au soleil
- Réalisation : Robert Rossen
- Scénario : Alfred Hayes d'après le roman d'Alec Waugh, Island in the Sun (1955)
- Décors : John DeCuir
- Costumes : Phyllis Dalton, David Ffolkes
- Photographie : Freddie Young
- Son : Gerry Turner, J. B. Smith
- Montage : Reginald Beck
- Musique : Malcolm Arnold
- Production : Darryl F. Zanuck
- Sociétés de production : Darryl F. Zanuck Productions (États-Unis), Twentieth Century Fox Film Corporation (États-Unis), Twentieth Century Fox Productions Ltd (Royaume-Uni) [1]
- Société de distribution : Twentieth Century Fox (international/France)
- Pays d'origine :  États-Unis,  Royaume-Uni[2],[1]
- Langue : anglais
- Format : 35 mm — couleur par DeLuxe — 2.35:1 (CinemaScope) — son monophonique (Westrex Recording System)
- Genre : drame
- Durée : 120 minutes
- Date de sortie :
  - États-Unis : 12 juin 1957
- (fr) Classifications CNC : tous publics, Art et Essai (visa d'exploitation no 19995 délivré le 21 août 1957)

## Distribution
- James Mason (VF : Jean-François Laley) : Maxwell Fleury
- Joan Fontaine (VF : Nadine Alari) : Mavis Norman
- Dorothy Dandridge (VF : Claire Guibert) : Margot Seaton
- Joan Collins (VF : Nelly Benedetti) : Jocelyn Fleury
- Michael Rennie (VF : Marc Valbel) : Hilary Carson
- Harry Belafonte (VF : Georges Aminel) : David Boyeur
- Diana Wynyard (VF : Camille Fournier) : Madame Fleury
- John Williams (VF : Jean-Henri Chambois) : le colonel Whittingham
- Stephen Boyd (VF : Lucien Bryonne) : Evan Templeton
- Patricia Owens (VF : Joëlle Janin) : Sylvia Fleury
- Basil Sydney (VF : Serge Nadaud) : Julian Fleury
- John Justin (VF : Jean-Claude Michel) : Denis Archer
- Ronald Squire (VF : Paul Ville) : le gouverneur Templeton
- Paul Ville (voix off VF) : narrateur

## Musique du film
- Island in the Sun, paroles de Harry Belafonte et musique de Lord Burgess (en), interprétée par Harry Belafonte
- The British Grenadiers, marche traditionnelle britannique
- The Bohemian Girl, extrait de l'opéra The Bohemian Girl de Michael William Balfe
- Eileen Allanah, ballade traditionnelle britannique
- Again (en), calypso, paroles de Dorcas Cochran (en) et musique de Lionel Newman (1949)
- Lead Man Holler, musique de Lord Burgess (en)
- Mama Look a Boo Boo, calypso, paroles de Harry Belafonte et musique de Lord Melody (en)

## Réception
À sa sortie, le film a été controversé. Il est banni à Memphis, au motif qu'il s'agit d'« une franche description du métissage, contraire aux bonnes mœurs, et bonne ni pour les Blancs, ni pour les Nègres ». À la Nouvelle-Orléans, l'American Legion tente d'en interdire la diffusion, car le film contribuerait « aux buts du parti communiste de créer des frictions entre les races ».

## Tournage
- Période prises de vue : début octobre à mi-décembre 1956[2].
- Intérieurs : Studios d'Elstree (Royaume-Uni)[2].
- Extérieurs : îles Barbade et Grenade[2].